# 천규석
천규석(1938년 ~ 2025년 )은 대한민국의 농민운동가이다. 경남 창녕군 영산에서 태어났다. 서라벌예대, 서울대 미학과를 졸업하고 1965년에 귀향하여 지금까지 농사를 짓고 있다. 한국 사회를 비판하는 저술을 하고 있으며 농민운동을 펼치고 있다. 1990년부터 대구에서 한살림운동을 하고 있으며, 1995년에 창녕 남지에 '공생농두레농장'을 열어 운영하고 있다. 현재 《대구한살림》 이사이자 《녹색평론》 편집자문위원이다.

## 주요 저서
- 《이 땅덩이와 밥상》(창작과비평사, 1993)
- 《땅사랑 당신사랑》(명경, 1996)
- 《돌아갈 때가 되면 돌아가는 것이 진보다》(실천문학사, 1999)
- 《쌀과 민주주의》(녹색평론사, 2004)
- 《유목주의는 침략주의다》(실천문학사, 2006)
- 《소농 버리고 가는 진보는 십 리도 못 가 발병 난다》(실천문학사, 2006)
- 《윤리적 소비》(실천문학사, 2010)
- 《잃어버린 민중의 축제를 찾아서》(실천문학사, 2014)

## 참고자료
- 변홍철 (2007년 2월 5일). “元老에 길을 묻다 <6> 천규석 농민운동가”. 국제신문. 2008년 1월 24일에 확인함.[깨진 링크(과거 내용 찾기)]